# AFC Odorheiu Secuiesc
Asociația Fotbal Club Odorheiu Secuiesc, cunoscut sub numele de AFC Odorheiu Secuiesc (maghiară Székelyudvarhely FC), sau pe scurt Odorheiu Secuiesc, este un club de fotbal profesionist din Odorheiu Secuiesc, județul Harghita, România, care evoluează în prezent în Liga a III-a.
Echipa a fost înființată în anul 1922 ca Textila Odorheiu Secuiesc și a jucat mare parte din existența sa în Liga a III-a, cu o scurtă întrerupere în sezonul 1973–74 când a evoluat în Liga a II-a. Probleme au dus clubul în 2004 spre Liga a IV-a, iar mai apoi spre faliment și dizolvare. 
Pe 12 decembrie 2006 a fost înființată, la inițiativa unor antrenori și susținători, echipa Asociația Fotbal Club Odorheiu Secuiesc cu scopul de a încerca să asigure continuitatea vieții fotbalistice în Odorheiu Secuiesc. Clubul a fost recunoscut și acceptat unanim de suporteri ca succesor ofical al vechiului club, Textila Odorheiu Secuiesc. Ea este așezată geografic în regiunea istorică și etnografică Ținutul Secuiesc, o zonă locuită în principal de etnici maghiari.